# Городок (Тихвинский район)
Городок — деревня в Горском сельском поселении Тихвинского района Ленинградской области.

## История
Деревня Городок упоминается на карте Новгородского наместничества 1792 года А. М. Вильбрехта.
Деревня Городок, состоящая из 20 крестьянских дворов, обозначена на «Специальной карте западной части России» Ф. Ф. Шуберта 1844 года.

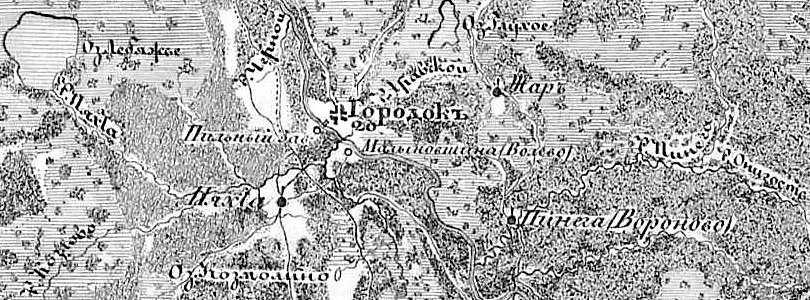
Деревня Городок из 20 дворов на семитопографической карте Новгородской губернии 1847 года

ГОРОДОК — деревня Городинского общества, Пашекожельского прихода. Река Паша.

Крестьянских дворов — 34. Строений — 61, в том числе жилых — 54. 

Число жителей по семейным спискам 1879 г.: 75 м. п., 80 ж. п.; по приходским сведениям 1879 г.: 67 м. п., 71 ж. п.

В конце XIX века деревня относилась к Новинской волости 2-го стана, в начале XX века — к Новинской волости 1-го земского участка 1-го стана Тихвинского уезда Новгородской губернии.

ГОРОДОК — деревня Городецкого общества, дворов — 43, жилых домов — 59, число жителей: 117 м. п., 112 ж. п. 

Занятия жителей — земледелие, лесные заработки. Река Паша. Церковно-приходская школа, часовня, мелочная лавка. (1910 год)

С 1917 по 1918 год деревня Городок входила в состав Новинской волости Тихвинского уезда Новгородской губернии. 
С 1918 года в составе Череповецкой губернии.
С 1924 года в составе Прогальской волости.
С 1927 года в составе Городокского сельсовета Тихвинского района.
В 1928 году население деревни Городок составляло 249 человек.
Согласно карте Ленинградской области Северо-западного аэрогеодезического треста ГГУ издания 1932 года деревня насчитывала 27 крестьянских дворов. В деревне находилась часовня.
По данным 1933 года деревня Городок входила в состав Городокского сельсовета, с административным центром в деревне Пяхта.
По данным 1936 года в состав Городокского сельсовета входили 10 населённых пунктов, 288 хозяйств и 8 колхозов.
В 1958 году население деревни Городок составляло 72 человека.
По данным 1966 и 1973 годов деревня Городок также входила в состав Городокского сельсовета, с административным центром в деревне Пяхта.
По данным 1990 года деревня Городок входила в состав Горского сельсовета.
В 1997 году в деревне Городок Горской волости проживал 21 человек, в 2002 году — 16 человек (все русские).
В 2007 году в деревне Городок Горского СП проживали 15 человек, в 2010 году — 12.

## География
Деревня расположена в западной части района на автодороге 41К-934 (Новый — Городок), к востоку от автодороги 41К-021 (Паша — Часовенское — Кайвакса).
Расстояние до административного центра поселения — 14 км.
Расстояние до ближайшей железнодорожной станции Тихвин — 37 км.
Деревня находится на правом берегу реки Паша.

## Демография
| 2007 | 2010 | 2017 |
| ---- | ---- | ---- |
| 15   | ↘12  | ↗15  |

### Национальный состав
Согласно данным Всероссийской переписи населения 2021 года в деревне проживали 11 человек, все русские.

## Улицы
Заречная, Поселковая.